# 황상초등학교
황상초등학교는 대한민국 경상북도 구미시에 있는 초등학교다.

## 학교 연혁
- 1991.02.28 황상국민학교 설립 인가
- 1992.03.02 개교(28학급)
- 1992.05.04 교사 준공(35개 교실)
- 1992.10.01 개교식 거행
- 1994.12.25 급식소 준공
- 1995.03.01 구미교육청 지정 수학과 시범학교
- 1996.03.01 황상초등학교로 교명 변경
- 1998.03.01 구미교육청 지정 경제 교육 시범학교
- 2006.03.01 교육부-교육복지투자우선대상학교 지정(5년간)
- 2011.08.08 급식소, 다목적 강당 증개축 및 기타공사(화장실) 준공
- 2011.09.01 주5일제 시범학교
- 2011.10.13 재량특별활동 우수사례 경진대회 최우수(청렴교육, 경상북도)
- 2012.10.13 2012년 장애학생 인권교육프로그램 우수사례발표대회(장려, 구미시)
- 2013.09.01 제13대 이종구 교장 취임
- 2013.12.13 2013장애학생문화예술제 공연작품부분 우수상(구미교육지원청)
- 2015.02.14 제23회 졸업식(남7명, 여53명, 졸업130명, 총누적 5200명 졸업)
- 2015.03.01 27학급(일반25학급, 특수2학급)편*2021.12.교육청  급식 최우수 학교 (청소년 건강증 진 분야